# (6210) Hyunseop
(6210) Hyunseop (1991 AX1) – planetoida z pasa głównego asteroid okrążająca Słońce w ciągu 4,85 lat w średniej odległości 2,86 j.a. Odkryta 14 stycznia 1991 roku.